# Александър I Български
Вижте пояснителната страница за други личности с името Батенберг.
Алекса̀ндър I Български (на немски: Alexander I von Battenberg; Alexander Joseph von Battenberg), известен и като Алекса̀ндър Ба̀тенберг, роден като Александър Йозеф фон Батенберг, е княз на Княжество България в периода 26 юни 1879 – 26 август 1886 година. Избирането му за български владетел става по взаимно съгласие на Великите сили според Берлинския договор, но водеща роля има Русия. Той е военен, няма никакъв политически опит, но приема присърце задачата до оглави българската държава. Първите сформирани правителства постигат ограничени резултати, което го кара през април 1881 г. да извърши преврат и да установи свой едноличен режим на пълномощията до декември 1883 г. Включва в управлението руски генерали, но различията му с тях по отношение на развитието на България го подтиква към все по-решителни стъпки за намаляване на руското влияние. На свой ред руските дипломатически представители в княжеството започват да работят за отстраняването му. По време на Съединението се обявява за „княз на Северна и Южна България“ и предприема дипломатически стъпки за международното му признаване, но Русия се обявява решително против и отзовава руските офицери от българската армия. Само дни след това Сърбия нахлува с войските си и започва Сръбско-българската война. Княз Александър застава начело на младата българска армия. Принуден е да се съгласи на примирие под натиска на Австро-Унгария, но извоюваната победа изиграва важна роля за укрепване на престижа на българската армия и за признаването на Съединението. Този успех окончателно настройва Русия срещу княза и тя започва кампания за отстраняването му, като привлича за целта част от армията. На 9 август 1886 г. е извършен военен преврат и княз Александър е принуден да абдикира. Завръща се в Германия, след това служи в австрийската армия. Умира през 1893 г. след неуспешна операция на перитонит. Останките му са пренесени в България и се намират в Мавзолея на княз Александър I, в центъра на София.

## Произход и ранни години
Роден е на 5 април 1857 г. във Верона, Кралство Ломбардия-Венеция (днешна Италия) като принц Александър Йозеф фон Батенберг (на немски: Prinz Alexander Joseph von Battenberg). Втори син на германския принц Александър фон Хесен-Дармщат (1823 – 1888) от морганатичния му брак с полската графиня Юлия фон Хауке (1825 – 1895), руска придворна дама. Потомците им приемат фамилията „фон Батенберг“ (по името на едно владение в Хесен), защото руският цар Александър II, женен за сестрата на принц Александър фон Хесен-Дармщат, е бил против неговия морганатичен брак.
Младият Александър получава военно образование. Служи като младши лейтенант в Лейбдрагунски Хесенски полк. На 20-годишна възраст получава разрешение от император Александър II да постъпи в руската армия. Участва в Руско-турската война (1877 – 1878 г.) в състава на Лейбгвардейския улански полк. При преминаването на Дунава с понтон се отличава като храбрец и е награден с „Владимировски кръст“. Държи се достойно по време на похода на Предния отряд с командир генерал-лейтенант Йосиф Гурко към Южна България. Награден е с „Георгиевски кръст“ IV ст. (18 юли 1877 г.). Придаден е като офицер за свръзка към румънския княз Карл, с когото остават приятели до смъртта му. След кратко завръщане в Санкт Петербург, отново е в България. Участва във военните действия през заключителния етап на войната. До възцаряването си служи в гвардейски корпус в Берлин.

## Княз на България (1879 – 1886 г.)

### Избор
Монархическото устройство на България е заложено в Берлинския договор. Александър Батенберг става първият български княз на двадесет и две години, след като е избран от Първото велико народно събрание на 17 април 1879 г. измежду трима кандидати. В изборната декларация народните представители изтъкват участието му в Освободителната война. Преди да положи клетва, Батенберг посещава дворовете на Великите сили, султана и руския император в летния му дворец в Ливадия, където се среща с българска депутация, която го приветства като свой княз. Пристига във Варна с руски военен кораб и на 26 юни полага клетва в Търново. Навсякъде по пътя му хората го приветстват с голям ентусиазъм.
Младият княз не е обучаван за управник и няма никакъв политически опит, а го изпращат да оглави новосъздадена държава. Избран като предпочитан кандидат на Русия (има родствени връзка с царя и съпругата му), той е добър компромис за Европа. Граф Егон Корти казва за него:
| „                                      | Любим племенник на царя, родственик на английския двор, германски принц, син на австрийски генерал, тясно свързан с Русия чрез участието си в похода 1877 – 1878 г. и все пак неруснак... Неговият избор се явяваше едновременно като реверанс към лорд Биконсфилд, като комплимент за Бисмарк, внимание към Австрия и все пак с изгледи да бъде безволева играчка в руските ръце. | “ |
| Егон Корти, „Александър фон Батенберг“ | |   |

Князът пристига в страна със силни демократични и русофилски настроения, които влизат в сблъсък с неговите собствени монархически и, общо взето, антируски настроения, придобити от военния му опит. Всъщност Русия се надява той да стане нейна марионетка. В същото време останалите Велики сили считат българския народ за политически незрял и неспособен на самоуправление. Българските политици още не могат да се окопитят от разпокъсването на българите, наложено от Берлинския договор, и спорят помежду си относно „общонародния въпрос“ – обединена България. Двете основни политически партии са Либералната и Консервативната. Консервативната партия подкрепя монархизма, но няма голямо влияние, макар и нейни представители да оглавяват първите правителства. Либералната партия, напротив, е за развиване на заложените в конституцията демократични принципи. Поради царящите в България дребнособственически отношения тя изразява интересите на болшинството от народа. Князът от своя страна още в началото на управлението си нарича Търновската конституция „полурепубликанска“ и търси съдействие от Русия за изменението ѝ в посока на увеличение на своите правомощия. Получава съгласие, но при условие изменението да стане по демократичен път и в съгласие с българските политици.

### Първи правителства
Първото правителство на Тодор Бурмов е консервативно, назначено с княжески указ и има задача да подготви избори през 1879 г. Либералната партия ги печели с внушително мнозинство, но избухва политическа криза, предизвикана от отказа на либералите да управляват заедно с консерваторите. През ноември князът разпуска парламента и назначава нов консервативен кабинет начело с епископ Климент (Васил Друмев). През януари 1880 г. са проведени нови парламентарни избори, които либералите отново печелят убедително. На 24 март 1880 г., притиснат от либералното мнозинство във Второто обикновено народно събрание, князът е принуден, след едно продължително посещение в Петербург, да назначи либерално правителство начело с Драган Цанков.
През ноември 1880 г. правителството на Цанков е заменено с кабинет начело с Петко Каравелов. Гласуваните от парламента извънредни правомощия на Каравелов съсредоточават в ръцете му значителна власт. Въпреки това положението в страната е нестабилно, необходимо е разрешаването на редица стопански проблеми. Конфликтът между консерваторите и либералите относно управлението и прилагането на „Основния закон“ се задълбочава. Избухват остри политически пререкания и цари междуличностна конфронтация. Нарастват противоречията вътре в самата Либерална партия за практиката на управление. Поради това в нея се обособяват две либерални течения – умерено и крайно, а влиянието на партията на политическата сцена отслабва. В международен план правителството на Каравелов изпада в изолация поради опитите му да провежда независима политика.
През март 1881 г. при атентат, организиран от „Народна воля“, руският император Александър II загива. Княз Батенберг присъства на погребението му и се представя на новия руски император Александър III, който за разлика от либералния си баща е настроен много по-консервативно. Князът успява да го убеди, че е необходима промяна на българската конституция в посока на усилване на правомощията му. Руското правителство разглежда възможностите за промяна на формата на управление на България и евентуално въвеждане на абсолютна монархия, но в крайна сметка се произнася в полза на временно преустановяване на действието на Търновската конституция, но от надлежно свикано за целта Велико народно събрание. Съгласие за действия в тази посока князът получава и от руските съюзници Германия и Австро-Унгария.

### Преврат от 1881
На 27 април 1881 г. Александър издава прокламация, с която суспендира конституцията и парламента, уволнява правителството, назначава нов кабинет начело с военния министър Казимир Ернрот и определя дата за нови избори през юни. Прокламацията е посрещната благосклонно от Великите сили, Османската империя и съседните на България държави и първоначално не предизвиква силни реакции в българското общество, като дори крайните либерали заемат изчаквателна позиция. Каравелов, членовете на правителството и техни привърженици са принудени да напуснат пределите на княжеството и се установяват в съседните страни.
В деня на прокламацията княз Александър издава указ, който разделя страната на 5 области, начело с „чрезвичайни комисари“. Комисарите поемат задачата да организират провеждане на избори за Велико народно събрание. Самите избори на 14 и 21 юни протичат в условията на извънредно положение в цялата страна, масови фалшификации, беззакония и насилие и при масиран натиск от правителството в полза на княза. Организират се военни съдилища и започва полицейски терор и нарушение на избирателните права. През юли в Свищов е свикано новоизбраното Второ велико народно събрание и князът поставя ултиматум: или да увеличи правомощията му, или да приеме абдикацията му. Делегатите се подчиняват и дават изключителни права на Батенберг да управлява чрез укази в продължение на 7 години: от 1881 до 1888 г. – т.нар. режим на пълномощията. На практика този извънреден режим продължава много по-малко, от юли 1881 до декември 1883 година. През това време България няма министър-председател, Народното събрание не работи, а реално управлява княз Александър I.

### Режим на пълномощията
Веднага след като режимът на пълномощията става факт Ернрот подава оставка и си заминава. Сред започналото глухо брожение в обществото срещу преврата князът осъзнава колко е несигурна позицията му и  включва в правителството руски генерали, изпратени от императора с нареждането да му помагат. Първият кабинет няма министър-председател, но с водеща роля на руския полковник Арнолд Ремлинген, оглавил министерството на вътрешните работи. Князът се стреми да създаде нов тип администрация и постепенно се отклонява от непопулярната руска система. Идеите му срещат съпротивата на генералния руски консул Михаил Хитрово. Все пак, с помощта на Хитрово е изготвен уставът на Държавен съвет от 12 членове, който да изготвя законопроекти, да контролира финансите и да действа като висша инстанция. Макар и избирани от народа според определен ценз, крайните назначения на членовете зависи от княза. Този съвет изготвя нов избирателен закон, предназначен да осигури мнозинство на консерваторите.
През юни 1882 г. князът назначава ново правителство на Леонид Соболев, с военен министър генерал Александър Каулбарс, а останалите министри са български консерватори. Продължавайки репресивните мерки на Ернрот, двете последователни правителства на руски генерали задушават опозицията, но полагат усилия за подобряване на държавното управление. Правителството на Соболев възстановява дейността на Народното събрание и премахва цензурата върху печата. Във външната политика приоритет се дава на развитието на българо-руските отношения. Вижданията на генералите съвпадат до голяма степен с програмата на консерваторите от правителството, но по-късно разногласията между тях нарастват. Най-голямото неразбирателство възниква по „железопътния въпрос“, който е на дневен ред още от есента на 1881 г. и стои нерешен. В тази област Соболев и Каулбарс търсят подкрепата на либералите, като междувременно концентрират цялата политическа власт в свои ръце. Батенберг решава да издейства от Русия смяна на Соболев, но без успех. На свой ред, Соболев успява да настрои ръководителите на руското външно министерство срещу княза, представяйки го като проводник на австрийското политическо и икономическо влияние в България.
Постепенно настъпва разрив между консерваторите от правителството и руските генерали. Князът е принуден да освободи министрите на консерваторите през март 1883 г. През август 1883 г. либералите печелят изборите за попълване на парламента и намаляват мнозинството на консерваторите в Третото обикновено народно събрание. Българските консерватори и умерените либерали осъзнават, че имат обща цел – възстановяване на конституционния ред. Те постигат споразумение в този дух, което води до значителна промяна във вътрешнополитическата обстановка. Окуражен от това и  настроен решително срещу руските генерали, на 6 септември 1883 г. князът най-неочаквано обявява с манифест възстановяването на Търновската конституция, придружено с предложения за изменението ѝ в посока на засилване на княжеската власт. Генералите Соболев и Каулбарс подават оставка и напускат България. Образувано е първото българско коалиционно правителство начело с Драган Цанков. Отзоваването в Русия на още някои офицери, към които князът е благоразположен, го подтиква към все по-решителни стъпки за намаляване на руското влияние. Разчитайки на широка подкрепа, той издава заповед за уволнение на всички руски офицери на българска служба, която потенциално би могла да доведе до пълен разрив с Русия. Разтревоженото правителство командирова в Петербург Марко Балабанов, с чиито усилия е изготвена конвенция, регулираща условията и срока на службата на руските офицери. Те остават в България, но им е забранено всякакво участие в политиката. Руското правителство също вече не крие недоверието си към Батенберг и консерваторите и се надява Либералната партия да попречи на антируските настроения. Отношенията на княз Александър с цар Александър III остават трайно обтегнати. Пряката намеса на Русия във вътрешнополитическите борби през 1881 – 1883 води до зараждането на русофобска тенденция в княжеството, чиито представители поддържат княза в конфронтацията му с Петербург.
Непосредствено след като приключва работата на Народното събрание, Цанков се разделя с непопулярните консерватори и съставя нов кабинет изцяло от либерали, който иска да утвърди изцяло конституционно управление. Князът се въздържа за известно време от намеса в работата на правителството, което трябва да се бори със завърналите се от емиграция (след възстановяването на конституцията) либерали начело с Каравелов, който след преврата от 1881 г. става един от най-последователните критици на княза и оглавява опозицията.
Окончателното прекратяване на режима на пълномощията става факт в края на 1883 г., след като Народното събрание гласува изменения в конституцията, които увеличават влиянието на княза в управлението. Условието е те да бъдат одобрени от Велико народно събрание, но последвалите събития във вътрешен и международен план са такива, че такова не се свиква и предложените изменения никога не влизат в сила.

### 1884 – 1885
Изборите за Народно събрание през май 1884 г., при които правителството се отказва да влияе върху избирателите, са спечелени с голяма преднина от опозицията, начело с крайните либерали. Князът натоварва отново Каравелов да състави правителство и той предлага по-млади членове на своята партия, сред които голямо влияние придобива новият председател на Народното събрание Стефан Стамболов. Това правителство работи усилено за развитието на образованието и военното дело. Чувствително нараства военният бюджет, военната служба е увеличена на три години. Възстановен е „Законът за народното опълчение“. Учредени са Българската народна банка и Пощенската спестовна каса. Приет е „Закон за обществените и частните училища“, който утвърждава демократичните тенденции в българското образователно дело. На 31 януари 1885 г. е гласуван и „Закон за железниците“, с който държавата получава пълни права върху строежа на железниците. Приема се „Закон за построяване на линията Цариброд–Вакарел“. Малко по-късно започват преговори за откупуване от Княжеството на Русенско-варненската железница. Исканата сума е значително завишена, но целта на правителството е да придобие собствеността и да се подобрят българо-английските отношения .
През зимата на 1885 г. е обявен годежът на брата на Александър принц Хайнрих (Лико) за принцеса Беатрис, най-малката дъщеря на кралица Виктория и принц Алберт. Кралицата приема да разреши този брак само при условие, че младоженците се установят в Англия. Това заздравява връзките между рода Батенберг и английското кралско семейство, тъй като другият брат Лудвиг малко преди това се е оженил за братовчедка си, принцеса Виктория Хесенска, внучка на кралица Виктория.
В същото време се задълбочава отчуждението от Русия, започнало поради личната неприязън между руския цар и княз Александър. Руските дипломатически представители в княжеството имат инструкции да провеждат политика против княз Александър, като Александър Кояндер дори прави няколко опита да издейства детронирането му чрез въздействие върху лидерите на политическите партии.
През февруари 1885 г. в Пловдив, където се разраства съединисткото движение, е основан Български таен централен революционен комитет (БТЦРК), който активно пропагандира обединението на Княжество България с Източна Румелия чрез публикации в пресата и демонстрации. Князът подкрепя движението още от акцията през 1880 г., която се проваля поради неодобрението на Англия и Русия. При пътуването си до Англия за сватбата на Хайнрих и през цялото лято на 1885 г. княз Александър прави дипломатически сондажи относно евентуално обединение, като изтъква, че такъв акт ще отстрани руското влияние в българските земи. Сега отношението на Англия е различно: нейни представители посещават Източна Румелия като частни лица, а след това се срещат с правителството в София. Те са на мнение, че това е вътрешен български въпрос, но предупреждават, че евентуално съединение ще засили процеса на отчуждение с Русия. Князът започва все по-често да дискутира положението на българските офицери, чиято военна кариера е възпрепятствана от руските, като се старае да ги предразположи.

### Съединението
На 29 август представителите на БТЦРК Сава Муткуров и Димитър Ризов пристигат в Шумен, където се провеждат учения на княжеските войски. Княз Александър ги уверява в подкрепата си, но министър-председателят Петко Каравелов смята начинанието за несвоевременно. Воден от външнополитически и финансови съображения, той възнамерява да осуети поредната съединистка акция, но е изпреварен от събитията.
През нощта срещу 6 септември войски, командвани от майор Николаев, установяват контрол над Пловдив и без да срещат съпротива, свалят правителството и Кръстевич. Временно правителство начело с Георги Странски, в което влизат представители на войската и на двете южнобългарски партии, обявява обща мобилизация на мъжете от 18 до 40 години за отпор срещу очакваното турско нападение и кани княз Александър да подкрепи Съединението.
Пловдивските събития предизвикват масови демонстрации на подкрепа в Княжеството. Поставен пред свършен факт, Каравелов се заема да утвърди Съединението в сътрудничество с княза. На 8 септември Александър издава прокламация, с която се обявява за „княз на Северна и Южна България“, а на следващия ден е вече в Пловдив и назначава трима комисари на мястото на временното правителство, което се отказва от пълномощията си.
На 9 септември Великите сили получават телеграфическа нота от княз Александър:
| „ | Старата Източна Румелия престана да съществува и народът ме прогласи за свой княз. Жителите на българското княжество поискаха от мене единодушно да приема това назначение; като взех предвид моя свещен дълг спрямо моя народ, аз приех чрез прокламация към българския народ. Стигнал в Пловдив и взел в ръцете си управлението, заявявам по най-тържествен начин, че съединението на двете Българии стана без всяка враждебна цел спрямо отоманското императорско правителство, на което признавам суверенните права. Поръчителствувам за спокойствието на двете страни и за сигурността на жителите без разлика на раса и на вероизповедание. Отправям се (към респективните правителства на Силите) с молба да признаете това ново положение и моля да ходатайствувате пред негово величество султана да санкционира съединението за избягване на ненужни кръвопролития, защото народът е решен с кръвта си да защищава свършения факт. | “ |

Междувременно княжеското правителство мобилизира армията си и изпраща наличните си войски в подкрепа на милицията в Южна България. Народното събрание, което се събира извънредно на 11 септември, утвърждава тези мерки, като гласува кредит от 5 милиона лева за покриване на военните разходи.
Реакциите не закъсняват. Русия се обявява решително против Съединението, а негативното ѝ отношение към Александър намира израз в неговото отчисляване от руската армия и в отзоваването на всички руски офицери от българската армия на 22 септември 1885 г. Отзован е и военният министър Кантакузин, а неговото място за първи път заема българин – Константин Никифоров. Турция е най-пряко засегната и османското правителство веднага струпва войски по границата с Източна Румелия и окупира Кърджали и Тъмръш. Султан Абдул Хамид II обаче се въздържа от военна намеса, не на последно място поради натиска от страна на посланиците на Великите сили. На провелата се в края на октомври конференция на посланиците на Великите сили в Цариград британският посланик и френският му колега възпрепятстват изпращането на турски комисар в Източна Румелия. Посланическата конференция не успява да стигне до единодушно становище относно Съединението, което дава повод на сръбския крал Милан да нападне България.

### Сръбско-българска война
Изправен пред застрашителната реакция на Сърбия, която струпва войски в близост до българските граници, княз Александър се опитва да предотврати нападението, като залага на приятелските си отношения с Милан Обренович. Димитър Греков, доверено лице на княза и бивш министър, е изпратен при сръбския крал в началото на октомври с писмени уверения, че съединена България не храни агресивни намерения към Белград. Писмото не съдържа и намек за териториални компенсации за Сърбия, поради което Милан дава отрицателен отговор на писмото на княза.
На 2 ноември, когато Милан обявява война на България, княз Александър е в Пловдив. На следващия ден е вече в София и в качеството си на главнокомандващ провежда коронен съвет с участието на министри и висши военни, които трябва да одобрят план за бойните действия. На съвета е взето решение, въпреки значителното числено превъзходство на сръбската Нишавска армия, силите на Западния корпус да дадат битка на Сливнишката позиция до пристигането на главните сили от Южна България. Този риск е предпочетен пред първоначалния план на Александър за отстъпление от София и решителна битка при Ихтиманските възвишения. Отстъпление от Сливница се обсъжда и в края на първия ден от битката, 5 ноември, но на военния съвет се налага мнението, че задържането на София е от първостепенно значение по политически и психологически причини. Все пак князът нарежда на военачалниците да са готови за отстъпление, а на правителството в София – да изпрати държавната хазна на сигурно място в провинцията, а  дворцовия архив в германската легация.
Отзиви за княза по време на войната дава близкият му съветник и придворен пастор Адолф Кох: „По време на цялата война той беше там, където опасността бе най-голяма. След всяко сражение обикаляше на кон частите, за да възпламени смелостта им и да ги изпълни с увереност в победата.“ В описанието си на битката при Сливница кореспондентът на вестник „Кьолнише Цайтунг“ Артур фон Хун свидетелства как в един момент от боевете на десния фланг, при Мека Црев, когато българските войски отстъпват, се създава реална опасност князът да бъде пленен или убит. Генерал Стефан Паприков, през 1885 г. капитан и началник на щаба на Западния корпус, отбелязва в спомените си храбростта на Александър, но и го укорява, че, бидейки държавен глава, подлага живота си на риск.
Поражението в Брезнишкия бой, последвано от непотвърдени слухове, че сърбите напредват към София през Владая и заплашват българската армия с обкръжение, подтикват Александър да напусне Сливница и да се завърне в столицата рано сутринта на 7 ноември. Тази постъпка има деморализиращ ефект върху населението. Не е изяснено дали е продиктувана от желание на княза да организира отбраната на София или от опасения да не попадне в плен, ако остане на Сливница. В крайна сметка битката е спечелена същия ден, благодарение на самоотвержеността на българските войници и инициативата на младите им командири Олимпий Панов, Стефан Тошев, Анастас Бендерев, Христо Попов.
Сливнишката битка води до прелом във войната и наред с това до активизиране на турската и европейската дипломация. Османското правителство се опитва да използва ангажираността на българските войски, за да възстанови управлението си в Пловдив чрез императорски комисар. Княз Александър отхвърля това искане на великия везир, също както и предложението му да посредничи за примирие с Милан. Решението на княза е да води войната, докато сръбският крал има свои войски на българска земя и, съответно, предимство в бъдещите преговори за мирен договор. Парламентьорите, изпратени от сръбското командване след българските победи в Драгоманския проход и на Нешков връх, също са върнати с празни ръце.
Едва на 16 ноември – ден след като българите овладяват Пирот и нанасят решително поражение на Нишавската армия – князът скланя на прекратяване на огъня. Решението не е съгласувано с правителството на Каравелов и предизвиква недоволството на министрите, тъй като пътят на българските войски към Ниш е открит, а сръбската Тимошка армия все още окупира Видинско (без самия Видин, който е обсаден). Князът обаче е убеден да спре бойните действия от граф Кевенхюлер, австро-унгарския пълномощен министър в Сърбия, който посещава лично Батенберг в българската щаб-квартира и го заплашва, че ако българите продължат настъплението си ще срещнат армията на Австро-Унгария, а навлизането на австро-унгарски войски в Сърбия ще бъде последвано от руска окупация на България. С Букурещкия мирен договор (февруари 1886) България е принудена да приеме довоенното териториално статукво без всякакви финансови компенсации за сръбското нападение, но Съединението с Източна Румелия е утвърдено.

### Потвърждаване на Съединението
Турската дипломация не спира усилията си да възстанови стария статут на Източна Румелия чрез колективен натиск от страна на Великите сили върху България, но среща съпротивата на Великобритания. Опитът за изпращане на султански комисар в Пловдив в края на ноември 1885 г. среща енергичната съпротива на местните власти и демонстрации на населението и се проваля. През януари 1886 г. османското и българското правителство сключват спогодба, с която обединението на Северна и Южна България се допуска в замяна на военно-политическо обвързване на Княжеството с Турция. Според спогодбата княз Александър застава начело на Източна Румелия за пет години като генерал-губернатор. Само след два месеца обаче под руски натиск е приет Топханенският акт, който ревизира спогодбата, като премахва клаузата за военна взаимопомощ и преформулира някои клаузи. По настояване на Русия, която е решително срещу Александър Батенберг, в клаузите не се споменава изрично името му, а териториалните отстъпки в полза на Османската империя в Източните и Средните Родопи са с формулировка „докато управлението на Източна Румелия и това на Княжеството ще бъдат в ръцете на една и съща личност“. В замяна на това османското правителство се отказва от правото си да въвежда войски в България в случай на вътрешни размирици. Актът постановява Органическият устав на Източна Румелия да бъде изменен в 4-месечен срок от специална българо-турска комисия със санкция от посланиците на Великите сили в Цариград.
Българското правителство приема официално Топханенския акт в края на март. На 5 април 1886 г. княз Александър е провъзгласен за османски управител на Източна Румелия. Условията, при които Съединението е потвърдено в международен план, обаче водят до вътрешнополитическа дестабилизация в княжеството през пролетта и лятото на 1886 година. Русофилската опозиция и част от националистите (начело с Васил Радославов) остро критикуват правителството и особено П. Каравелов за териториалните отстъпки и непроменения статут на Източна Румелия, както и дори само за това, че България ще участва със свои официални представители в работата на комисията за ревизия на източнорумелийския устав. В края на юли 1886 г. тази комисия се събира в София, за да уточни прехвърлянето на правомощията на султана върху княза и поемането на финансовите задължения на Източна Румелия от княжеството. С настъпването на 9 август и последвалите събития по прогонването на княза комисията прекъсва своята работа (и никога не я подновява). Прекъсването прави турската страна под предлога, че нямат насреща си легитимни български представители.

### Преврат, контрапреврат и абдикация
Веднага след Съединението Русия започва кампания за отстраняването на княза. На 9 август 1886 г. група офицери и юнкери извършват военен преврат, като князът принудително е изпратен извън България по Дунава с яхтата „Александър I“. Пристига в гр. Рени, Бесарабия, където е посрещнат от руските власти. Император Александър III е изненадан и му позволява да замине за Лемберг (днес Лвов), в Австро-Унгария. Междувременно в България Стефан Стамболов с помощта на Сава Муткуров и верни на княза войски извършва контрапреврат, обявява детронирането за държавно престъпление и кани с телеграма княза да се завърне. Александър Батенберг е посрещнат триумфално в България три дни по-късно, но управлението му трае още само 9 дни. След последен, безуспешен опит за помирение с руския император, на 26 август князът решава, въпреки настояването на Стамболов, армията и народа, да абдикира на 26 август 1886 г. и заминава от Лом с параход за Виена. Властта е поета от регентство, начело със Стамболов.

## Последни години
В предприетата в края на 1886 и началото на 1887 г. кампания за търсене на нов български княз Александър съвсем не е отписан, но решително отказва неколкократните опити да бъде убеден да се завърне. Сред кандидатите фигурира и баща му, но и той отказва. Личният му живот също е обект на външен натиск, тъй като Бисмарк буквално го подлага на гонения заради брачните му планове с Виктория Пруска.
Две години по-късно Александър Батенберг получава от Виена правото да приеме графска титла и фамилното име Хартенау – малко семейно имение в Хесен. Постъпва на военна служба под новото си име Александър граф фон Хартенау и се установява в Грац.. Достига до чин генерал-майор в австроунгарската армия и командва 11-та пехотна бригада. През 1889 г. сключва морганатичен брак с Йохана Лойзингер, с която имат две деца, Крум-Асен фон Хартенау и Вера-Цветана фон Хартенау. .
През 1890 г. майор Коста Паница предлага на Александър I да оглави евентуално подкрепяно от Русия въстание на българите в Македония и Княжеството, насочено срещу Абдул Хамид II и Фердинанд I. Александър отказва участие в авантюрата и информира Фердинанд за заговора, а той от своя страна през октомври 1891 г. му издейства пожизнена пенсия от българския държавен бюджет.
Александър умира на 23 октомври 1893 година в Грац. Тленните му останки са положени в църквата „Свети Георги“ в София, където остават до преместването им в построения за него мавзолей през 1898 година.

## Памет
На негово име са наречени улица (Карта) и площад (Карта) в Центъра на София.

## Семейство
Семейството на Александър Батенберг има тесни роднински връзки с английското кралско семейство и с руския императорски двор. Княз Александър е племенник на руската императрица Мария Александровна (сестра на баща му, съпруга на Александър II), първи братовчед е на император Александър III и е чичо на последната руска императрица – Александра. Братът на Александър Батенберг Хайнрих се жени за най-малката дъщеря на кралица Виктория – принцеса Беатрис. Другият му брат Лудвиг се жени за внучка на британската кралица – принцеса Виктория Хесенска. Княз Александър е чичо на испанската кралица Виктория Евгения, на шведската кралица Луиза и на Филип, херцог на Единбург, чиято майка принцеса Алис Батенберг е племенница на княза.
Третият му брат Франц Йосиф пристига на гости в България точно преди Съединението, но остава по-дълго и през най-бурните събития – Съединението и Сръбско-българската война – е редом с брат си. Придружава го и по време на деветоавгустовския преврат и прогонването му от България. По-късно се жени за Ана Петрович-Негошина, дъщеря на черногорския крал Никола I от династията Петрович-Негош.
През 1882 г. възниква идея за брак между княз Александър и пруската принцеса Виктория. Бащата и майката на принцесата одобряват, дори е извършен годеж, но през май 1884 г. на среща с канцлера Бисмарк и император Вилхелм I князът получава решителен и окончателен отказ. За отказа играе роля и отрицателното отношение към брака на руския император. Въпреки че Александър не се отказва, включително и след абдикацията си, поради политически натиск годежът е анулиран „по държавни причини“.
След като напуска България, през 1889 г. Александър сключва морганатичен брак с актрисата от Дармщатския театър Йохана Лойзингер (* 18 април 1865; † 20 юли 1951). Поради това е принуден да приеме по-ниската титла граф Хартенау. Александър и Йохана имат син и дъщеря:
- Крум-Асен, граф Хартенау (1890 – 1965)
- Вера-Цветана (1893 – 1935)

Константин Стоилов е кръстник на сина му Асен и дъщеря му Цветана. И Асен, и Цветана умират, без да имат свои деца. Асен обаче осиновява сина на съпругата си Берта Хуса-Рамос от предишния ѝ брак, в резултат на което последният започва да се нарича Вилхелм фон Хартенау.
Княз Александър умира в Грац, Австрия, на 23 октомври 1893 г. след неуспешна операция на апендицит. Според желанието му останките му са пренесени в София на 24 ноември и са погребани с почести на 3 януари 1898 г. в Мавзолея на княз Александър I в центъра на столицата. Националният военноисторически музей разполага с най-много ордени на княз Александър, дарени през 1937 г. от съпругата му графиня Йохана Хартенау.

## Генеалогия
|  |                                             |  |  |  |  |  |  |  |  |  |  |  |  |  |  |  |
|  | Ландграф Лудвиг IX фон Хесен-Дармщат        |  |  |  |  |  |  |  |  |  |  |  |  |  |  |  |
|  |                                             |  |  |  |  |  |  |  |  |  |  |  |  |  |  |  |
|  |                                             |  |  |  |  |  |  |  |  |  |  |  |  |  |  |  |
|  | Великият херцог на Хесен-Дармщат, Лудвиг I  |  |  |  |  |  |  |  |  |  |  |  |  |  |  |  |
|  |                                             |  |  |  |  |  |  |  |  |  |  |  |  |  |  |  |
|  |                                             |  |  |  |  |  |  |  |  |  |  |  |  |  |  |  |
|  | Ландграфиня Каролина фон Цвайбрюкен         |  |  |  |  |  |  |  |  |  |  |  |  |  |  |  |
|  |                                             |  |  |  |  |  |  |  |  |  |  |  |  |  |  |  |
|  |                                             |  |  |  |  |  |  |  |  |  |  |  |  |  |  |  |
|  | Великият херцог на Хесен-Дармщат, Лудвиг II |  |  |  |  |  |  |  |  |  |  |  |  |  |  |  |
|  |                                             |  |  |  |  |  |  |  |  |  |  |  |  |  |  |  |
|  |                                             |  |  |  |  |  |  |  |  |  |  |  |  |  |  |  |
|  | Принц Георг Вилхелм фон Хесен-Дармщат       |  |  |  |  |  |  |  |  |  |  |  |  |  |  |  |
|  |                                             |  |  |  |  |  |  |  |  |  |  |  |  |  |  |  |
|  |                                             |  |  |  |  |  |  |  |  |  |  |  |  |  |  |  |
|  | Принцеса Луиза фон Хесен-Дармщат            |  |  |  |  |  |  |  |  |  |  |  |  |  |  |  |
|  |                                             |  |  |  |  |  |  |  |  |  |  |  |  |  |  |  |
|  |                                             |  |  |  |  |  |  |  |  |  |  |  |  |  |  |  |
|  | Луиза фон Лайнинген-Хайдешайм               |  |  |  |  |  |  |  |  |  |  |  |  |  |  |  |
|  |                                             |  |  |  |  |  |  |  |  |  |  |  |  |  |  |  |
|  |                                             |  |  |  |  |  |  |  |  |  |  |  |  |  |  |  |
|  | Александър фон Хесен-Дармщат                |  |  |  |  |  |  |  |  |  |  |  |  |  |  |  |
|  |                                             |  |  |  |  |  |  |  |  |  |  |  |  |  |  |  |
|  |                                             |  |  |  |  |  |  |  |  |  |  |  |  |  |  |  |
|  | Великият Херцог Карл Фридрих фон Баден      |  |  |  |  |  |  |  |  |  |  |  |  |  |  |  |
|  |                                             |  |  |  |  |  |  |  |  |  |  |  |  |  |  |  |
|  |                                             |  |  |  |  |  |  |  |  |  |  |  |  |  |  |  |
|  | Принц Карл Лудвиг фон Баден                 |  |  |  |  |  |  |  |  |  |  |  |  |  |  |  |
|  |                                             |  |  |  |  |  |  |  |  |  |  |  |  |  |  |  |
|  |                                             |  |  |  |  |  |  |  |  |  |  |  |  |  |  |  |
|  | Каролина Луиза фон Хесен-Дармщат            |  |  |  |  |  |  |  |  |  |  |  |  |  |  |  |
|  |                                             |  |  |  |  |  |  |  |  |  |  |  |  |  |  |  |
|  |                                             |  |  |  |  |  |  |  |  |  |  |  |  |  |  |  |
|  | Вилхелмина от Баден                         |  |  |  |  |  |  |  |  |  |  |  |  |  |  |  |
|  |                                             |  |  |  |  |  |  |  |  |  |  |  |  |  |  |  |
|  |                                             |  |  |  |  |  |  |  |  |  |  |  |  |  |  |  |
|  | Ландграф Лудвиг IX фон Хесен-Дармщат        |  |  |  |  |  |  |  |  |  |  |  |  |  |  |  |
|  |                                             |  |  |  |  |  |  |  |  |  |  |  |  |  |  |  |
|  |                                             |  |  |  |  |  |  |  |  |  |  |  |  |  |  |  |
|  | Принцеса Амалия фон Хесен-Дармщат           |  |  |  |  |  |  |  |  |  |  |  |  |  |  |  |
|  |                                             |  |  |  |  |  |  |  |  |  |  |  |  |  |  |  |
|  |                                             |  |  |  |  |  |  |  |  |  |  |  |  |  |  |  |
|  | Ландграфиня Каролина фон Пфалц-Цвайбрюкен   |  |  |  |  |  |  |  |  |  |  |  |  |  |  |  |
|  |                                             |  |  |  |  |  |  |  |  |  |  |  |  |  |  |  |
|  |                                             |  |  |  |  |  |  |  |  |  |  |  |  |  |  |  |
|  | Александър I Батенберг                      |  |  |  |  |  |  |  |  |  |  |  |  |  |  |  |
|  |                                             |  |  |  |  |  |  |  |  |  |  |  |  |  |  |  |
|  |                                             |  |  |  |  |  |  |  |  |  |  |  |  |  |  |  |
|  | Фридрих Карл фон Хауке                      |  |  |  |  |  |  |  |  |  |  |  |  |  |  |  |
|  |                                             |  |  |  |  |  |  |  |  |  |  |  |  |  |  |  |
|  |                                             |  |  |  |  |  |  |  |  |  |  |  |  |  |  |  |
|  | Хайнрих Мориц фон Хауке                     |  |  |  |  |  |  |  |  |  |  |  |  |  |  |  |
|  |                                             |  |  |  |  |  |  |  |  |  |  |  |  |  |  |  |
|  |                                             |  |  |  |  |  |  |  |  |  |  |  |  |  |  |  |
|  | Мария Саломе Швепенхойзер                   |  |  |  |  |  |  |  |  |  |  |  |  |  |  |  |
|  |                                             |  |  |  |  |  |  |  |  |  |  |  |  |  |  |  |
|  |                                             |  |  |  |  |  |  |  |  |  |  |  |  |  |  |  |
|  | Юлия фон Хауке                              |  |  |  |  |  |  |  |  |  |  |  |  |  |  |  |
|  |                                             |  |  |  |  |  |  |  |  |  |  |  |  |  |  |  |
|  |                                             |  |  |  |  |  |  |  |  |  |  |  |  |  |  |  |
|  | Д-р Леополд Лафонтен                        |  |  |  |  |  |  |  |  |  |  |  |  |  |  |  |
|  |                                             |  |  |  |  |  |  |  |  |  |  |  |  |  |  |  |
|  |                                             |  |  |  |  |  |  |  |  |  |  |  |  |  |  |  |
|  | София Лафонтен                              |  |  |  |  |  |  |  |  |  |  |  |  |  |  |  |
|  |                                             |  |  |  |  |  |  |  |  |  |  |  |  |  |  |  |
|  |                                             |  |  |  |  |  |  |  |  |  |  |  |  |  |  |  |
|  | Мария Терезия Корнелия                      |  |  |  |  |  |  |  |  |  |  |  |  |  |  |  |
|  |                                             |  |  |  |  |  |  |  |  |  |  |  |  |  |  |  |
|  |                                             |  |  |  |  |  |  |  |  |  |  |  |  |  |  |  |

## Галерия
- Портрет от 1882 г., Ермитаж, хромолитография
- Делегацията от депутати от I ВНС, която на 4 май 1879 г. връчва на Ал. Батенберг в Ливадия/Ялта (Крим) решението за избора му за княз. Седнали от ляво надясно: главният мюфтия хаджи Мюедзин, Тодор Бурмов, Варненският митрополит Симеон и д-р Васил Караконовски. Прави от ляво надясно: Младен Цеков, Константин Стоилов, неизвестен депутат и Драган Цанков. Експонат на Националния исторически музей, София
- Портрет с орден за храброст, ок. 1886 г.
- Телеграма от княз Александър за присъединяване на Източна Румелия (1885)
- Носова фигура на военния кораб „Александър I“ (княжеска яхта в мирно време) в Историческия музей във Варна
- Герб на мавзолея Батенберг

## Награди и отличия
- България:
  - Кавалер на орден „За храброст“ I степен, България (1 януари 1880),
  - Орден „Свети Александър“ (25 декември 1881);

- Хълм Батенберг на остров Ливингстън, Южни Шетландски острови е наименуван на Александър Батенберг на 23 ноември 2009 г.[60]

### Чужди отличия
- Княжество Анхалт: Велик кръст на Ордена на Алберт Мечката, 1884[61]
- Велико херцогство Баден:[62]
  - Рицар на Ордена за вярност, 1881
  - Рицар на Ордена на Бертхолд Първи, 1881
- Румъния:
  - Велик кръст на Звездата на Румъния, с мечове,
  - Велик кръст на Короната на Румъния,
- Русия:
  - Орден „Георгиевски кръст“, 4-та степен, 1 август 1877,
  - Орден Св. Александър Невски,
  - Рицар на ордена на Белия орел,
  - Орден „Света Анна“, 1-ва степен,
  - Орден „Св. Станислав“, 1-ва степен,
  - Орден „Св. Владимир“, 1-ва степен;
- Сърбия:
  - Велик кръст на Белия орел,
  - Таковски кръст с мечове;
- Обединено кралство: 
  - Орден на банята, 6 юни 1879 (граждански);[63] 10 декември 1886 (военен)[64]
- Испания: Орден Карлос III, 7 юни 1883[65]
- Шведско-норвежка уния: Велик кръст на Св. Олаф, с мечове, 7 април 1886[66]

### Цитирана литература
- Радев, Симеон. Строителите на съвременна България. Том 1.   София, Български писател, 1990. Посетен на 18 април 2015 г.
- Цачевски, Венелин. Казимир Ернрот в историята на България. Военачалник и държавник.   София, Изток-Запад, 2013. ISBN 978-619-152-260-6.
- Цураков, Ангел. Управляващите политически партии в България (1879 – 2010).   София, изд. „Изток-Запад“, 2010. ISBN 978-954-321-752-6.
- фон Батенберг, Принцеса Мария. Спомени за едно смутно време.   София, изд. Пейо Яворов, 1995. с. 188.